# أبوك وجرانج
أبوك وجرانج (بالإنجليزية: Abuk and Garang)‏ في الأساطير الأفريقية (ولا سيما في شرق السودان) هما أول رجل وامرأة. کانا صغيرين جدا ونحيلين ومصنوعين من الطين، وعندما فتح الصندوق الذي كانا فيه أصبحا كبيرين. ولقد خصص لهما الوجود الأعظم حبة واحدة من القمح كل يوم، غير أن أبوك كانت جشعة وأنانية فطحنت أكثر من حبة، وهكذا ارتبط اسمها بإنتاج القمح والبساتين والمياه، وكانت أيضا راعية النساء. يرمز لها بالحبة.